# Giacinto Sertorelli
Giacinto Sertorelli (ur. 1 stycznia 1915 w Bormio, zm. 28 stycznia 1938 w Garmisch-Partenkirchen) – włoski narciarz alpejski, dwukrotny wicemistrz świata. 
Wziął udział w mistrzostwach świata w Innsbrucku w 1936 roku, zdobywając srebrny medal w zjeździe. Rozdzielił tam na podium dwóch Szwajcarów: Rudolfa Romingera i Heinza von Allmena. Następnie zajął dziesiąte miejsce w slalomie, a w kombinacji był piąty. Na rozgrywanych rok później mistrzostwach świata w Chamonix ponownie wywalczył srebrny medal w zjeździe. Tym razem drugie miejsce zajął ex aequo z Francuzem Maurice'em Lafforgue, a najlepszy okazał się inny reprezentant gospodarzy Émile Allais. Dwa dni później wystartował w slalomie, ale nie ukończył rywalizacji i ostatecznie w kombinacji nie był klasyfikowany.
Brał też udział w igrzyskach olimpijskich w Garmisch-Partenkirchen w 1936 roku, kończąc rywalizację w kombinacji na siódmej pozycji.
Zginął w wypadku podczas zawodów narciarskich w wieku zaledwie 23 lat. jeden z jego braci Erminio był biegaczem narciarskim, a drugi – Stefano startował w zawodach patrolu wojskowego.

## Osiągnięcia

### Igrzyska olimpijskie
| Miejsce | Dzień    | Rok  | Miejscowość            | Konkurencja | Czas biegu | Strata    | Zwycięzca   |
| ------- | -------- | ---- | ---------------------- | ----------- | ---------- | --------- | ----------- |
| 7.      | 9 lutego | 1936 | Garmisch-Partenkirchen | Kombinacja  | 99,25 pkt  | -8,86 pkt | Franz Pfnür |

### Mistrzostwa świata
| Miejsce | Dzień     | Rok  | Miejscowość | Konkurencja | Czas biegu | Strata    | Zwycięzca       |
| ------- | --------- | ---- | ----------- | ----------- | ---------- | --------- | --------------- |
| 2.      | 21 lutego | 1936 | Innsbruck   | Zjazd       | 4:29,8     | +13,4     | Rudolf Rominger |
| 10.     | 22 lutego | 1936 | Innsbruck   | Slalom      | 2:18,1     | +16,1     | Rudolph Matt    |
| 5.      | 22 lutego | 1936 | Innsbruck   | Kombinacja  | 443,4 pkt  | +27,9 pkt | Rudolf Rominger |
| 2.      | 13 lutego | 1937 | Chamonix    | Zjazd       | 4:03,4     | +13,0     | Émile Allais    |
| DNF     | 15 lutego | 1937 | Chamonix    | Slalom      | 2:10,8     | -         | Émile Allais    |